# الکساندرو والاهوتا، واسلوئی
الکساندرو والاهوتا، واسلوئی (به لاتین: Alexandru Vlahuță, Vaslui) یک منطقهٔ مسکونی در رومانی است که در وزلو واقع شده‌است.

## خصوصیات
الکساندرو والاهوتا ۳٬۱۲۷ نفر جمعیت دارد.